# تشارلي فريمان
تشارلي فريمان (بالإنجليزية: Charlie Freeman)‏ (22 أغسطس 1887 في المملكة المتحدة - 17 مارس 1956 في المملكة المتحدة) هو لاعب كريكت ولاعب كرة قدم بريطاني (وحمل سابقاً جنسية المملكة المتحدة لبريطانيا العظمى وأيرلندا) في مركز مهاجم داخلي. لعب مع تشيلسي ونادي غيلينغهام ونادي فولهام وميدستون يونايتد ونادي مقاطعة ديربيشاير للكريكت ‏ وBurton Swifts F.C. ‏.

## وصلات خارجية
- تشارلي فريمان على موقع إي آس بي آن كريك إنفو (الإنجليزية)
- تشارلي فريمان على موقع قاعدة بيانات كرة القدم.إي يو (الإنجليزية)